# Bannaella tibialis
Espèce
Bannaella tibialis est une espèce d'araignées aranéomorphes de la famille des Lathyidae.

## Distribution
Cette espèce est endémique du Yunnan en Chine,. Elle se rencontre dans le xian de Mengla.

## Description
Le mâle holotype mesure 1,50 mm et la femelle paratype 1,52 mm, les mâles mesurent de 1,35 à 1,55 mm et les femelles de 1,40 à 1,60 mm.

## Systématique et taxinomie
Cette espèce a été décrite par Zhang et Li en 2011.

## Publication originale
- Zhang & Li, 2011 : « On four new canopy spiders of Dictynidae (Araneae) from Xishuangbanna Rainforest, China. » Zootaxa, no 3066, p. 21–36.